# Роберт Деннард
Роберт Деннард (англ. Robert H. Dennard; 5 вересня 1932 — 23 квітня 2024) — американський інженер-електрик та винахідник.

## Біографічні дані
Деннард народився у місті Террелл в окрузі Кофман (штат Техас США). Він здобув ступінь бакалавра та магістра електротехніки в Південному методистському університеті (англ. Southern Methodist University) Далласа у 1954 та 1956 роках відповідно. Здобув ступінь доктора в Технологічному інституті Карнегі у Пітсбурзі штат Пенсільванія у 1958 році. Свою професійну діяльність розпочав на посаді наукового співробітника в корпорації International Business Machines.
Найвідоміший його винахід було зроблено у 1968 році — це винайдення динамічної пам'яті з довільним доступом. Деннард також був серед перших, хто оцінив величезний потенціал МДН-структур.
У 1974 році Робертом Деннардом та його колегами по IBM була розроблена теорія масштабування (англ. Dennard’s Scaling Theory), що давала пояснення закону Мура. Працюючи над польовими транзисторами MOSFET (англ. Metal — Oxide — Semiconductor Field Effect Transistor) та структурами MOS (англ. Metal — Oxide — Semiconductor), Деннард вивів умову, що є необхідною для виконання закону Мура. Суть відкриття полягає у тому, що коли витримувати сталим значення напруженості електричного поля при зменшенні розмірів транзистора, то параметри продуктивності зростають.
Теорію масштабування вперше було викладено у статті «Проектування МДН-структур з іонною імплантацією та дуже малими фізичними розмірностями», яку було опубліковано у 1974 році. Стаття заслужила власне ім'я — її називають «Scaling Paper» (стаття про масштабування), а її появі передувало десятиліття активних досліджень, в результаті яких біполярні точкові транзистори зі структурами зворотньої (n-p-n) та прямої (p-n-p) провідності, винайдені у 1947 році, поступились місцем польовим транзисторам з p-n переходом та ізольованим затвором (MOSFET).
На основі проведених досліджень Деннарду вдалось показати, що МДН-структури мають величезний потенціал для мініатюризації. Стаття про масштабування не лише пояснювала закон Мура, але і розширила його дію — в самому законі йде мова про підвищення щільності, а не про продуктивність. Заслуга Роберта Деннарда полягає у тому, що він зіставив масштабування з продуктивністю, і якщо Гордон Мур задав вектор для розвитку напівпровідникової індустрії, то Деннард пояснив, яким саме способом слід рухатись у напрямі цього вектора. З того часу ширина провідника з тенденцією до зменшення як технологічний фактор стала головним показником прогресу.

## Нагороди
- Національна медаль технологій та інновацій (1988)
- Премія Гарві (1990)
- Медаль Едісона (2001)
- Премія Лемельсона (2005)
- C&C Prize (2006)
- Медаль Бенджаміна Франкліна (2007)
- Медаль пошани IEEE (2009)
- Премія Чарлза Старка Дрейпера (2009)
- Премія Кіото (2013)